# Grand Hotel Gooiland
Gooiland is een evenementenlocatie en hotel in Hilversum. Het pand, gelegen aan de Emmastraat, is ontworpen door de Nederlandse architect Jan Duiker in 1934-1935 en werd voltooid door Bernard Bijvoet in 1936. Gooiland is een voorbeeld van Het Nieuwe Bouwen en is sinds 1987 een rijksmonument.
Sinds 2017 beschikt Gooiland over een eigen hotel met 56 hotelkamers. 

## Geschiedenis

### Jaren 30: ontwerp en bouw
Het initiatief voor Gooiland werd in de jaren dertig genomen. De Amsterdamse elite, die in de jaren twintig en dertig buiten de stad in het Gooi waren gaan wonen, misten daar de cultuur en het uitgaansleven van de stad. Er was dus vraag naar een bruisend uitgaanscentrum in het Gooi.
Architect Jan Duiker kreeg in 1934 van de familie Buurke opdracht om een hotel annex schouwburg te ontwerpen. Nadat hij het schetsontwerp in de stijl van Het Nieuwe Bouwen had voltooid, overleed hij echter. Zijn voormalige partner Bijvoet keerde terug uit Parijs en sloot samen met de weduwe Duiker het contract voor het voltooien van de bouw. Het gebouw werd voltooid onder leiding van Bijvoet en architect Gerrit Tuijnman (1895-1994). Constructeur was Jan Gerko Wiebenga. Eind juli 1936 werd het karakteristieke gebouw geopend.
Duiker zag gebouwen als machines en Gooiland was een "cultuur-, uitgaans- en gastvrijheidsmachine". Centraal in het ontwerp staan licht, een open karakter, ruimten die in elkaar overvloeien, lichte kleuren en licht natuursteen. Kenmerken voor Het Nieuwe Bouwen in Gooiland zijn dan ook de vele grote slanke stalen ramen met dun profiel, de ronde vormen en het glazen Duikertorentje bij de achteringang van de schouwburg, met details in roodkoper.

### 1975-1993: gemeentelijk cultuurcentrum
In 1975 kocht de gemeente Hilversum het gebouw van Heineken, die het van de oorspronkelijke exploitant, de familie Buurke, had overgenomen. Eind jaren tachtig begon de restauratie (door Van Klooster) en de verbouwing (door Koen van Velsen) tot een waar cultuurcentrum. Op de bovenste verdieping kwam een muziekschool en een kunstuitleen. Om de restauratie te bekostigen verkocht de gemeente Hilversum het schilderij Compositie met twee lijnen van Mondriaan.
Van Velsen had een stijl die contrasteerde met de glamour van Duiker. Zo werden onder meer stalen deuren toegevoegd aan in het hotelgedeelte van het pand. De trappen op het terras van het hotel zijn een restant van hun verbouwing. Het pand werd in juni 1993 via een openbare verkoop verkocht aan G. van Eijl.

### 1993-1998: eerste renovatie
Ten tijde van de aankoop in 1993 verkeerde het pand in erbarmelijke staat. Het gebouw had een verbouwd en een niet-verbouwd gedeelte, met als afscheiding een houten bouwschot midden op de trap. Het grand café was een zwart hol zonder plafond. De bovenverdiepingen van het gebouw deden inmiddels dienst als kantoorruimten, maar de oude structuur van de hotelkamers was nog aanwezig.
De nieuwe eigenaar kwam met het idee om de oorspronkelijke functie terug te brengen en weer een hotel in het pand te vestigen. Aan de verbouwing hiervan werd in 1994 begonnen. Architect Van Hoogevest, bekend van de restauratie van het Raadhuis van Hilversum, had de supervisie over deze renovatie. De huurders van het complex zorgden voor hun eigen verbouwing en hadden elk hun eigen interieurinrichters. Op 18 mei 1995 werd Hotel Gooiland geopend.

### 1998-heden: hotel & evenementenlocatie
Als huurder van het theater heeft de gemeente in 1998 een grootschalige renovatie van het theater laten uitvoeren, wederom onder leiding van Van Hoogevest. De foyer werd in de oorspronkelijke kleuren geschilderd en het zilveren plafond en de spiegelwand werden hersteld. Sinds 2003 is de gemeente Hilversum geen huurder meer van het complex.
Na het vertrek van de huurders van het hotel in 2006 werd het hele complex - grand café, theater en hotel - verder gerenoveerd. Het werd geschilderd en voorzien van een nieuwe cv-installatie, nieuwe toiletgroepen en nieuwe tapijten. Ook werd de grote schouwburgzaal met 750 zitplaatsen aangepast aan de Arbowet.
In 2017 is zowel de evenementenlocatie als het hotel gerenoveerd onder leiding van huidige eigenaar Philip Lamers in samenwerking met BFW en IMA. Tijdens het renoveren heeft Philip Lamers de visie van Jan Duiker en het historische verhaal achter het pand als rode draad aangehouden. 

## Jong Monument
Sinds 1987 staat Gooiland als Jong Monument op de lijst van Rijksmonumenten. Het heeft daardoor monumentale bescherming. Naast het exterieur zijn ook interieurelementen beschermd, waaronder de klok in nu de lobby van het hotel, koperen lampen, de trap en de vloer tegels in het hotel. 